# 灰叶小檗
灰叶小檗（学名：Berberis griffithiana var. pallida）为小檗科小檗属下的一个变种。

## 扩展阅读
- 維基物種上的相關：灰叶小檗